# Banchetto di Antonio e Cleopatra
Banchetto di Antonio e Cleopatra è un dipinto di Giambattista Tiepolo, che diede alla regina egiziana le fattezze della moglie Maria Cecilia Guardi.

## Storia
Si tratta di una delle opere eseguite dal maestro veneto nel 1743 per Francesco Algarotti. L'opera conobbe diversi passaggi: tra i suoi acquirenti, anche Caterina di Russia. Il dipinto dal 1933 è conservato nella pinacoteca della National Gallery of Victoria di Melbourne.

## Descrizione
La scena si inserisce nelle ricorrenti schermaglie tra Antonio e Cleopatra. Più specificatamente, viene qui rappresentato uno dei numerosi banchetti che i due erano soliti offrirsi l'un l'altra. Antonio, pur essendo stupefatto dal lusso da cui è circondato, sfida Cleopatra, sostenendo di poterle offrire la cena più costosa. Per tutta risposta Cleopatra immerge nell'aceto una perla preziosissima e dal costo inestimabile, a riprova della sua ricchezza. Tiepolo decide di rappresentare il momento esatto nel quale Cleopatra getta l'orecchino nella coppa sulla tavola. Di fronte a lei, di spalle, è rappresentato Antonio; fra di loro siede Lucio Munazio Planco, giudice della sfida. 
L’illusionismo prospettico non è più un mezzo per coinvolgere lo spettatore e renderlo partecipe di una visione, ma è un modo per creare una rappresentazione scenica. I personaggi sono simili agli attori di una recita, con vestiti che sembrano costumi e sono sovente anacronistici nel contesto. L’arte di Tiepolo celebra l’immaginazione, trasponendo un avvenimento della storia antica in un linguaggio grandioso e teatrale.